# Most im. Jana Pawła II w Gdańsku

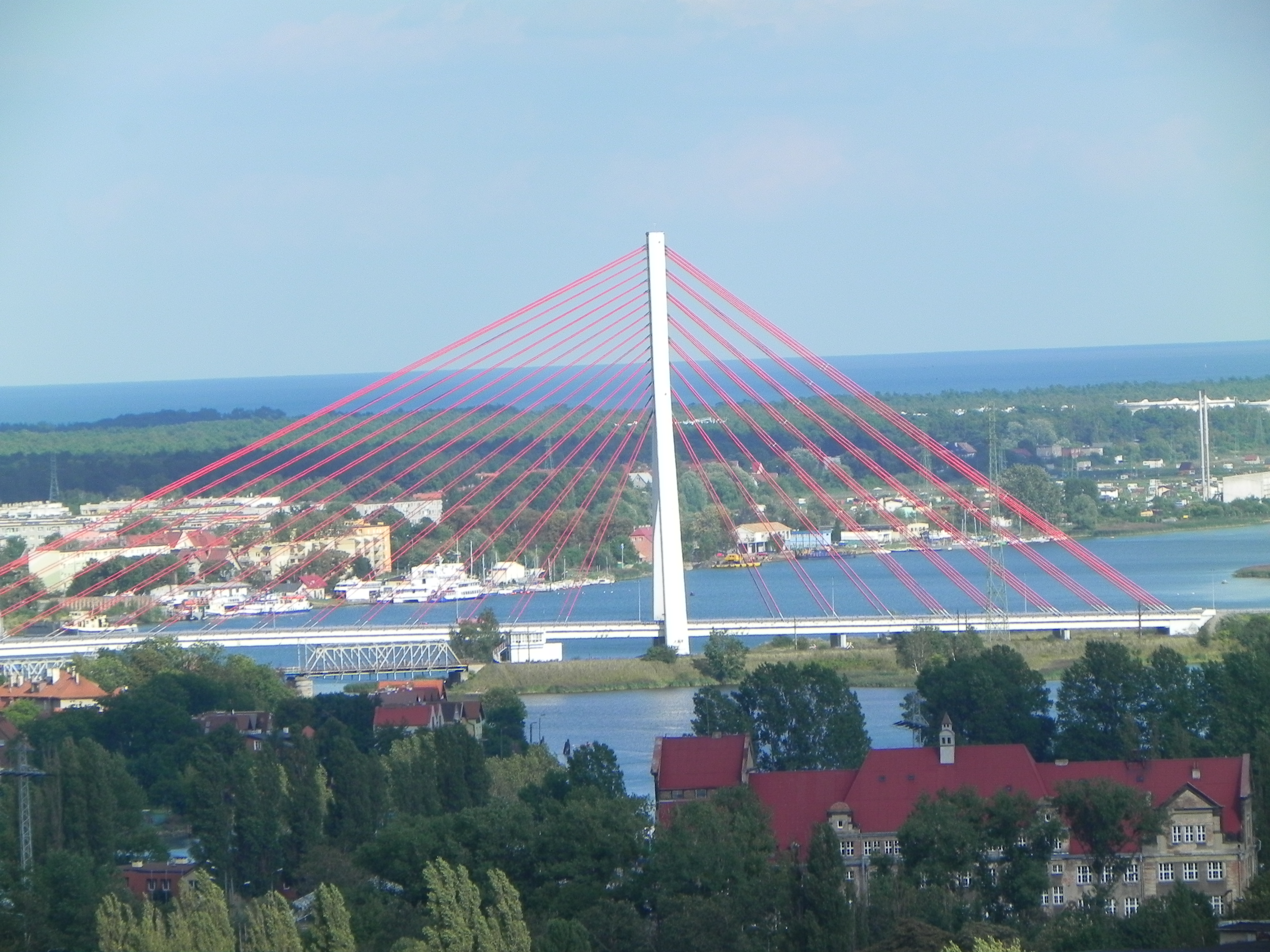
Most widziany z wieży Bazyliki Mariackiej Wniebowzięcia NMP.

Most im. Jana Pawła II w Gdańsku – most wantowy w Gdańsku na Martwej Wiśle otwarty
9 listopada 2001 w ciągu trasy mjr. Henryka Sucharskiego łączącej Port Północny z południową obwodnicą Gdańska (S7). Obecnie, obok Mostu Siennickiego służy jako połączenie drogi krajowej nr 7 z Wyspą Portową oraz ul. Sucharskiego prowadzącą do Portu Północnego.

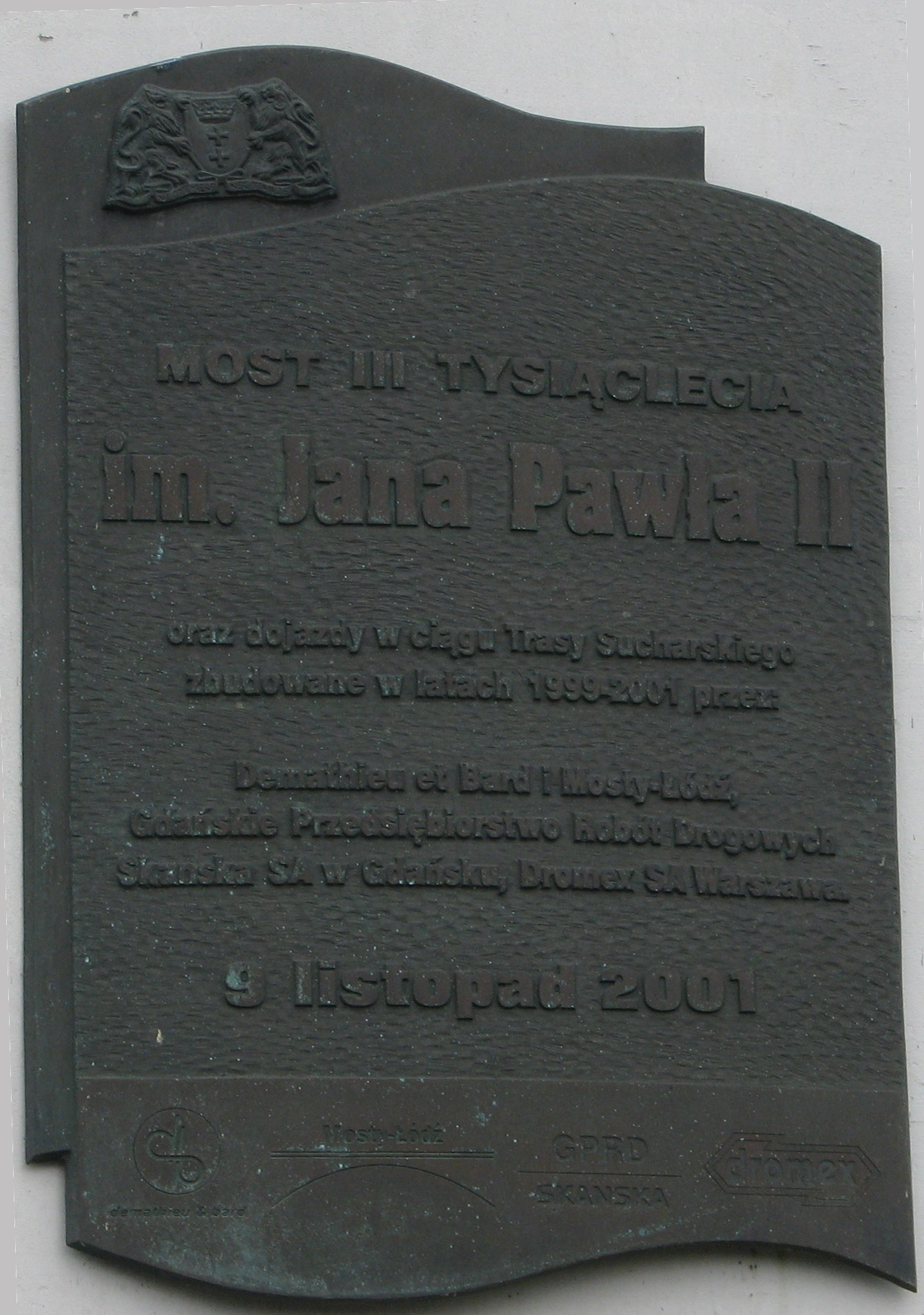
Tablica na moście.

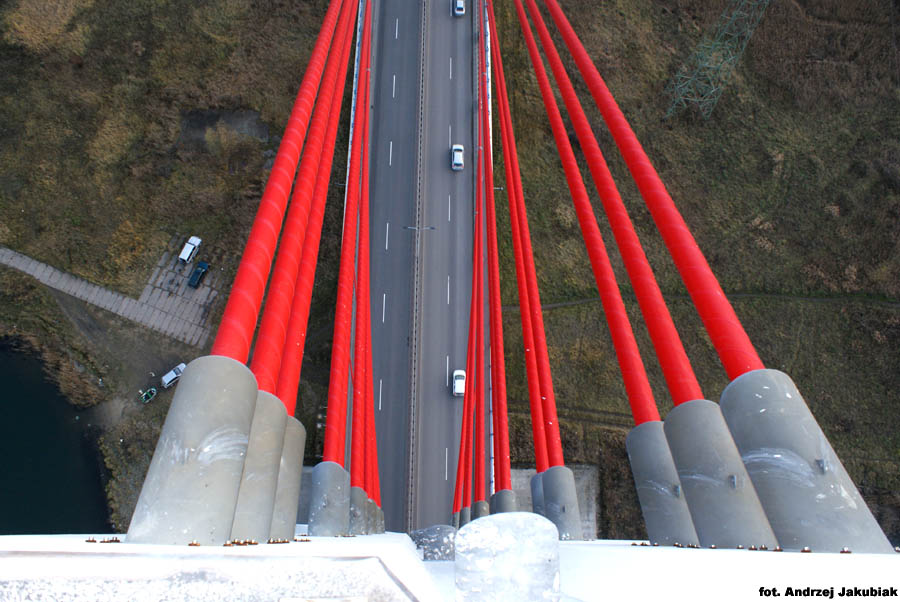
Most im. Jana Pawła II w Gdańsku (widok z pylonu na południową część mostu).

Most nosi imię Jana Pawła II od dnia otwarcia. W trakcie budowy most nazywany był Mostem Trzeciego Tysiąclecia, więc w wielu publikacjach technicznych nazywany jest Mostem III Tysiąclecia im. Jana Pawła II.
Budowę mostu, mającą na celu poprawę dostępności komunikacyjnej portu gdańskiego, rozpoczęto w sierpniu 1999. W czasie budowy po raz pierwszy w Polsce zdecydowano się nie ustawiać rusztowań, a transportować poszczególne sekcje mostu drogą wodną z wykorzystaniem barek rzecznych. 
Pod względem rozpiętości przęsła, do czasu otwarcia Mostu Rędzińskiego we Wrocławiu był największym w Polsce mostem podwieszonym na jednym pylonie.
Ze względu na częste akty wandalizmu (niszczono oświetlenie, wykonywano nielegalne graffiti) w roku 2004 zainstalowano monitoring, który bezpośrednio podłączony został do posterunku policji na Stogach. Przyczyniło się to do poprawy bezpieczeństwa obiektu.

## Linki zewnętrzne

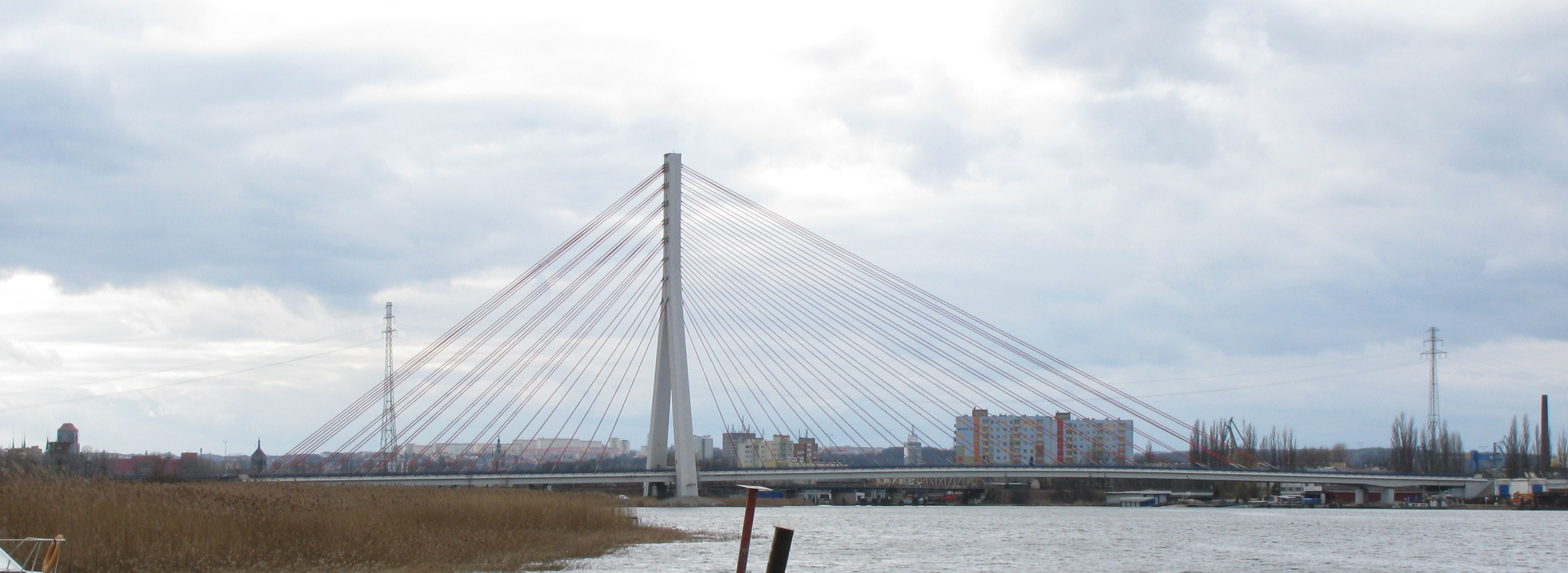
Most im. Jana Pawła II w Gdańsku (widok w kierunku centrum Gdańska)